# Josef Klička (compositor)
Josef Klička   (Klatovy, 15 de desembre de 1855 - Klatovy, 28 de març de 1937) va ser violinista, organista, compositor, director i pedagog txec. És considerat el fundador de la tradició de la improvisació i interpretació d'orgue moderns txecs, en el camp de la composició, com el "simfonista d'orgue" txec de l'etapa del romanticisme musical txec.

## Vida i treball
Des de la infància va aprendre a tocar el violí, el seu primer professor va ser el seu pare, Mansvet Klitschko que treballava com a director del cor (regenschori) a Klatovy. Va estudiar violí al Conservatori de Praga i va tocar el violí a l'orquestra del teatre. Tot i això, va estudiar orgue a l'escola d'orgue de Praga. Com a organista, va començar a tocar l'orgue a l'església de St. Trinitat i al monestir d'Emaús a Praga. Es va convertir en cap de banda al teatre Švand el 1876 i també va començar a ensenyar cant, del 1878 al 1881 va treballar com a director de banda per a l'orquestra del teatre provisional. Des del 1885 va ensenyar orgue al Conservatori de Praga. De 1892 a 1895, en realitat va representar a Antonín Dvořák al Conservatori de Praga, que aleshores es trobava als Estats Units d'Amèrica. Des dels seus estudis, també ha estat actiu com a compositor, component cançons corals, cantates, obres orquestrals, component per a l’arpa, però el més famós com a compositor de grans composicions neoromàntiques per a orgue. Es diu que la seva pròpia experiència interpretant a l'orgue de Rudolfinum de Praga, llavors acabat de construir, el va portar a escriure-les.

## Òpera
- Spanilá mlynářka, estrena el 10 de juny de 1886 al Teatre Nacional.[3]

## Discografia
- CD Josef Klička - Cinc fantasies de concerts - ARTA 2006
- Fantasia al poema simfònic "Vyšehrad" de Bedřich Smetana
- Concert fantàstic a la coral de Sant Venceslau
- Concert fantasia en do menor
- Fantasia de concert en sol menor
- Concert fantasia en picat menor